# Paolo Conti (basket-ball, 1938)
Pour les articles homonymes, voir Conti.
Ne doit pas être confondu avec Paolo Conti (basket-ball, 1969).
Paolo Conti, né le 18 novembre 1938, à Bologne, en Italie, est un ancien joueur de basket-ball italien. Il évolue aux postes d'arrière et d'ailier. Il est devenu ensuite sculpteur et artiste peintre.